# Анна Саксонская
А́нна Саксо́нская (нем. Anna von Sachsen; 23 декабря 1544, Дрезден — 18 декабря 1577, Дрезден) — саксонская принцесса, дочь курфюрста Саксонии Морица, вторая супруга штатгальтера Нидерландов Вильгельма I Оранского (1561—1575).

## Биография
После смерти своего младшего брата Альбрехта в 1546 году, Анна росла единственным ребёнком в семье курфюрста Саксонии Морица и его супруги Агнесы Гессенской. От рождения у девочки было повреждено плечо и она хромала.
В 1553 году скончался её отец, и на престол взошёл его младший брат курпринц Август. Через два года мать Анны, Агнеса Гессенская, вышла замуж во второй раз, за герцога Саксонского Иоганна Фридриха II, однако через полгода после этой свадьбы она также умерла.
Анна проживала у своих тёток по материнской линии в Веймаре, а затем, с одиннадцати лет, при дворе своего дяди-курфюрста в Дрездене. Здесь девочка чувствовала себя одинокой и покинутой. Современники отличали такие черты её характера, как гордость и упорство, а также сообразительность и страстность.
Анна Саксонская по праву считалась самой богатой невестой Германии своего времени. В 1556 году к ней сватался принц Эрик, сын короля Швеции Густава I Ваза, в 1558 году — Вильгельм I Оранский. Дед Анны по матери, герцог Филипп Гессенский, выступил против заключения этого брака, так как не считал Вильгельма ровней своей внучке и считал также, что тот женится на Анне из корыстных побуждений, ради значительного приданого. Тем не менее через год и Филипп, исходя из различных политических соображений, не стал более мешать этому браку. 2 июня 1561 года в Торгау был подписан брачный договор, приданое невесты составило 100 тысяч талеров. Свадьба состоялась 24 августа того же года в Лейпциге. 1 сентября 1561 года молодая чета уехала в Нидерланды.
Уже в 1562 году между Вильгельмом и Анной начались раздоры. Её саксонская родня заняла в этом конфликте сторону супруга; курфюрст Август слал ей увещевательные письма, в которых требовал подчиниться мужу. В то же время оба супруга старались скрыть от окружающих и посторонних свои размолвки и ссоры, объявляя сообщения о них лишь злонамеренными слухами. Однако уже к 1565 году при всех владетельных дворах Германии и Нидерландов стало известно, что брак Вильгельма и Анны оказался неудачным. Анна обвиняла перед своим дядей Августом своего шурина Людвига (1538—1574) в том, что тот настраивал против неё её мужа. В свою очередь Вильгельм с 1566 года обвинял свою жену перед её дядями курфюрстом Саксонии Августом и ландграфом Гессен-Касселя Вильгельмом IV (1532—1592) в склочном характере и постоянной склонности к скандалам. После смерти своего сына, полуторагодовалого Морица, Анна начала страдать тяжёлой депрессией, у неё впервые появились мысли о самоубийстве. Чтобы облегчить своё тяжёлое психическое состояние, она начала злоупотреблять алкоголем.
В 1567 году, после неудачных действий против испанцев в Нидерландах, Вильгельм вместе со своей семьёй был вынужден бежать в Германию, в фамильные владения в Дилленбурге. Здесь Анна родила сына, вновь названного Морицем в честь своего отца.
В январе 1568 года в Дилленбурге стало известно, что по указанию императора все бургундские владения Вильгельма Оранского конфискованы, и что такая же судьба ожидала и его нидерландские имения. В Дилленбурге, внутри семьи, складывалась весьма конфликтная ситуация; в особенно неприязненных отношениях находились Анна Саксонская и её свекровь. После того, как в августе 1568 года Вильгельм отправился в Брабант для продолжения войны с испанцами, Анна, в октябре того же года, не выдержав бесконечных ссор со свекровью, уехала из Дилленбурга в Кёльн — во главе свиты из 43 придворных. Дети же, Анна и Мориц, ещё год оставались у матери Вильгельма, и забрать их Анна Саксонская смогла лишь после длительной борьбы. В апреле 1569 года, уже в Кёльне, она родила дочь Эмилию.
В марте 1569 года Анна встретилась со своим мужем Вильгельмом в Мангейме. Потерпев поражение в борьбе с испанским главнокомандующим, герцогом де Альба и объявленный вне закона испанским королём Филиппом II, Вильгельм Оранский уехал во Францию, где впоследствии принял участие в религиозных войнах на стороне гугенотов. Так как её муж более не мог обеспечить её и детей средствами к существованию, Анна решила вернуть себе по крайней мере часть своего приданого, потребовав у братьев своего мужа выплаты ей 12 000 гульденов в год содержания либо возвращения замков Диц или Гадамар, либо подвигнуть герцога де Альбу к тому, чтобы он вернул ей конфискованные у Вильгельма земли. Подобные ежегодные выплаты были восприняты домом Нассау как попытка разорить их, так как средствами родственники Вильгельма не располагали. В свою очередь, Анна наняла бежавшего в 1568 году от религиозных преследований из Антверпена в Кёльн, адвоката-кальвиниста Яна Рубенса, отца художника Петера Пауля Рубенса. В январе 1570 года он подал в Брюсселе при королевском суде жалобу по поводу конфискованных в Нидерландах владений Анны.

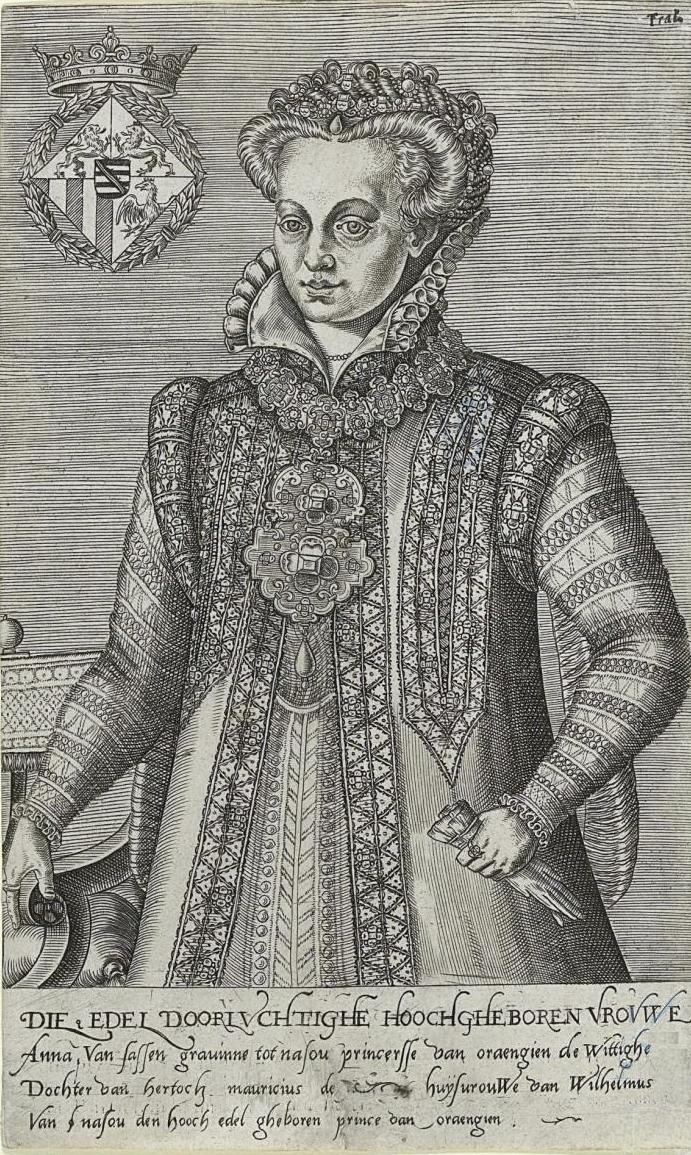
Анна Саксонская
Гравюра Авраама де Брейна (1544 год)

В мае 1570 года Анна Саксонская встретилась со своим мужем в Буцбахе, затем, в июне, они несколько недель жили вместе в Зигене, на Рождество 1571 года Вильгельм вновь посетил там свою семью. Это было время видимого примирения супругов; при этом Оранский сумел даже уговорить жену вернуться в Дилленбург и отказаться от требований в отношении своего приданого. Анна вновь была беременной. Однако к этому моменту Вильгельм Оранский уже твёрдо решил избавиться от своей второй супруги; тайно разрабатывались планы по обвинению её в супружеской измене. На роль возможного любовника Анны был выбран Ян Рубенс, её ближайший советчик и адвокат, ведший также и финансовые дела своей клиентки. В начале марта 1571 года он был схвачен перед городскими воротами Зигена. После пыток он сознался в том, что состоял в любовной связи с женой штатгальтера. Анна была поставлена перед дилеммой: или она также признает «свой грех», или Рубенс будет казнён. В связи с этим она 26 марта 1571 года объявила себя виновной в прелюбодеянии. 22 августа 1571 года она родила своего последнего ребёнка, дочь Кристину, которую Вильгельм Оранский отказался признать своей дочерью. 14 декабря 1571 года Анна вынуждена была уступить требованию своего супруга о разводе.
В сентябре 1572 года Анна решила бороться в Имперском суде за возвращение своих прав и имущества. К этому моменту её саксонские и гессенские родственники объединились с нассауской роднёй Вильгельма в целью похитить принцессу и заключить её, как прелюбодейку, в замок Бейлштейн. 1 октября 1572 года Анна была туда доставлена вместе со своей младшей дочерью. Спустя 3 года дочь у неё забрали.
В марте 1572 года, ещё до того, как был официально оформлен развод, Анна узнала о подготовке новой женитьбы её мужа — на этот раз его избранницей стала Шарлотта де Бурбон-Монпансье (1546—1582), дочь Луи де Бурбона, герцога де Монпансье. Возмущённая этим явным нарушением всех условностей и приличий, Анна потребовала от своей саксонской родни содействия в возвращении своего приданого, присвоенного Вильгельмом. Её дядя, курфюрст Август, назвав Вильгельма Оранского «Главой всех шельм и бунтовщиков» («Haupt aller Schelme und Aufrührer»), потребовал в виде компенсации одно из нассауских графств — Гадамар или Диц. Также он указывал на то, что дело о разводе ещё так и не было закончено. Кроме того, что Анна не признала перед судом своего прелюбодеяния, в то же время она была в состоянии доказать, что со стороны принца Вильгельма имелся случай супружеской измены. Август приказал вернуть племянницу из Нассау в Саксонию, чему Вильгельм был только рад, так как таким образом избавлялся от мешавшей его планам супруги.
Когда в декабре 1575 года Анна Саксонская узнала о предстоящем ей переезде в Саксонию, то предприняла попытку самоубийства. 19 декабря того же года её, с применением насилия, всё же усадили в карету и отвезли в Цайц, где принцесса пробыла год, и в декабре 1576 года — в Дрезден. Там она была помещена в закрытое помещение с замурованными окнами, дополнительно ещё и перекрытыми решётками. В верхней части запертой двери было вырезано четырёхугольное отверстие, через которое Анне передавались еда и напитки. В обычное же время это отверстие было закрыто мелкой решёткой. Сама дверь также была защищена дополнительной железной решёткой. Начиная с мая 1577 года пленница страдала длительными кровотечениями.
Анна скончалась, не дожив 5 дней до своего 33-летия. Похоронена без указания имени в Мейсенском соборе, рядом со своими родителями.

## Дети
- безымянная девочка (род. 31 октября 1562; скончалась через несколько дней)
- Анна (1563—1588)
- Мориц (1564—1566)
- Мориц (1567—1625) — штатгальтер Нидерландов
- Эмилия (1569—1629)
- Кристина[нем.] (22 августа 1571—1638)